# Patinação de velocidade nos Jogos Olímpicos de Inverno de 2010 - 500 m feminino
As competições de 500m feminino da patinação de velocidade nos Jogos Olímpicos de Inverno de 2010 foram disputadas no Richmond Olympic Oval em Vancouver, Colúmbia Britânica, em 16 de fevereiro de 2010.

## Medalhistas
| Ouro   | KOR Lee Sang-hwa |
| Prata  | GER Jenny Wolf   |
| Bronze | CHN Wang Beixing |

## Recordes
Antes desta competição, os recordes mundiais e olímpicos da prova eram os seguintes:
500 metros (1 corrida)
| Tipo | Atleta               | Tempo   | Local          | Data                    |
| ---- | -------------------- | ------- | -------------- | ----------------------- |
|      | Jenny Wolf           | 37.00 s | Salt Lake City | 11 de dezembro de 2009  |
|      | Catriona Le May Doan | 37.30 s | Salt Lake City | 12 de fevereiro de 2002 |

500 metros (2 corridas)
| Tipo | Atleta               | Tempo   | Local          | Data                    |
| ---- | -------------------- | ------- | -------------- | ----------------------- |
|      | Jenny Wolf           | 74.42 s | Salt Lake City | 10 de março de 2007     |
|      | Catriona Le May Doan | 74.75 s | Salt Lake City | 14 de fevereiro de 2002 |

Nenhum recorde foi estabelecido nesta prova nos Jogos de Vancouver.

## Resultados
| Pos.              | Atleta                   | Corrida 1 | Corrida 1 | Corrida 1 | Corrida 1 | Corrida 2 | Corrida 2 | Corrida 2 | Corrida 2 | Total  | Dif.   |
| Pos.              | Atleta                   | Par       | Raia      | Tempo     | Pos.      | Par       | Raia      | Tempo     | Pos.      | Total  | Dif.   |
| ----------------- | ------------------------ | --------- | --------- | --------- | --------- | --------- | --------- | --------- | --------- | ------ | ------ |
| Medalha de ouro   | KOR Lee Sang-Hwa         | 17        | O         | 38.249    | 1         | 18        | I         | 37.850    | 2         | 76.09  | 0.00   |
| Medalha de prata  | GER Jenny Wolf           | 17        | I         | 38.307    | 2         | 18        | O         | 37.838    | 1         | 76.14  | +0.05  |
| Medalha de bronze | CHN Wang Beixing         | 15        | O         | 38.487    | 3         | 17        | I         | 38.144    | 3         | 76.63  | +0.54  |
| 4                 | NED Margot Boer          | 18        | I         | 38.511    | 4         | 17        | O         | 38.365    | 4         | 76.87  | +0.78  |
| 5                 | JPN Sayuri Yoshii        | 15        | I         | 38.566    | 6         | 16        | O         | 38.432    | 5         | 76.99  | +0.90  |
| 6                 | USA Heather Richardson   | 14        | I         | 38.698    | 9         | 14        | O         | 38.477    | 6         | 77.17  | +1.08  |
| 7                 | CHN Zhang Shuang         | 12        | O         | 38.530    | 5         | 16        | I         | 38.807    | 13        | 77.33  | +1.24  |
| 8                 | CHN Jin Peiyu            | 9         | I         | 38.686    | 8         | 15        | O         | 38.711    | 11        | 77.45  | +1.36  |
| 9                 | PRK Ko Hyon-Suk          | 2         | I         | 38.893    | 15        | 10        | O         | 38.577    | 7         | 77.47  | +1.38  |
| 10                | CAN Christine Nesbitt    | 11        | O         | 38.881    | 13        | 13        | I         | 38.694    | 8         | 77.57  | +1.48  |
| 11                | GER Monique Angermüller  | 7         | I         | 38.761    | 10        | 13        | O         | 38.830    | 14        | 77.59  | +1.50  |
| 12                | JPN Nao Kodaira          | 16        | I         | 38.835    | 12        | 12        | O         | 38.797    | 12        | 77.63  | +1.54  |
| 13                | CHN Xing Aihua           | 13        | O         | 38.792    | 11        | 14        | I         | 38.849    | 16        | 77.64  | +1.55  |
| 14                | JPN Shihomi Shinya       | 14        | O         | 38.964    | 16        | 12        | I         | 38.765    | 10        | 77.72  | +1.63  |
| 15                | NED Thijsje Oenema       | 13        | I         | 38.892    | 14        | 11        | O         | 38.869    | 17        | 77.76  | +1.67  |
| 16                | JPN Tomomi Okazaki       | 12        | I         | 38.971    | 17        | 9         | O         | 39.060    | 20        | 78.03  | +1.94  |
| 17                | USA Elli Ochowicz        | 11        | I         | 39.002    | 18        | 8         | O         | 39.048    | 19        | 78.05  | +1.96  |
| 18                | KAZ Yekaterina Aydova    | 6         | O         | 39.024    | 19        | 11        | I         | 39.116    | 22        | 78.140 | +2.05  |
| 19                | NED Laurine van Riessen  | 10        | O         | 39.302    | 21        | 9         | I         | 38.845    | 15        | 78.147 | +2.05  |
| 20                | RUS Olga Fatkulina       | 10        | I         | 39.359    | 24        | 7         | O         | 39.077    | 21        | 78.43  | +2.34  |
| 21                | USA Jennifer Rodriguez   | 3         | O         | 39.182    | 20        | 10        | I         | 39.281    | 24        | 78.46  | +2.37  |
| 22                | RUS Svetlana Kaykan      | 8         | I         | 39.422    | 27        | 5         | O         | 39.210    | 23        | 78.63  | +2.54  |
| 23                | CZE Karolína Erbanová    | 6         | I         | 39.365    | 25        | 6         | O         | 39.321    | 26        | 78.68  | +2.59  |
| 24                | RUS Yekaterina Malysheva | 9         | O         | 39.782    | 32        | 4         | I         | 38.947    | 18        | 78.72  | +2.63  |
| 25                | ITA Chiara Simionato     | 4         | I         | 39.480    | 28        | 4         | O         | 39.285    | 25        | 78.76  | +2.67  |
| 26                | KOR Lee Bo-Ra            | 4         | O         | 39.396    | 26        | 6         | I         | 39.406    | 28        | 78.80  | +2.71  |
| 27                | CAN Shannon Rempel       | 7         | O         | 39.351    | 22        | 8         | I         | 39.473    | 29        | 78.82  | +2.73  |
| 28                | GER Judith Hesse         | 8         | O         | 39.357    | 23        | 7         | I         | 39.486    | 30        | 78.84  | +2.75  |
| 29                | AUS Sophie Muir          | 3         | I         | 39.649    | 31        | 2         | O         | 39.400    | 27        | 79.04  | +2.95  |
| 30                | USA Lauren Cholewinski   | 5         | I         | 39.514    | 29        | 3         | O         | 38.587    | 32        | 79.10  | +3.01  |
| 31                | KOR Ahn Jee-Min          | 5         | O         | 39.595    | 30        | 5         | I         | 39.549    | 31        | 79.14  | +3.05  |
| 32                | KOR Oh Min-Jee           | 1         | O         | 39.816    | 33        | 3         | I         | 39.768    | 33        | 79.58  | +3.49  |
| 33                | BLR Svetlana Radkevich   | 2         | O         | 39.899    | 35        | 2         | I         | 39.854    | 34        | 79.753 | +3.66  |
| 34                | CAN Anastasia Bucsis     | 1         | I         | 39.879    | 34        | 1         | O         | 39.876    | 35        | 79.755 | +3.66  |
| 35                | NED Annette Gerritsen    | 16        | O         | 97.952    | 36        | 1         | I         | 38.709    | 9         | 136.66 | +60.57 |
| DNF               | RUS Yulia Nemaya         | 18        | O         | 38.594    | 7         | 15        | I         | 108.446   | 36        | 147.04 | +70.95 |

Legenda
| Recorde mundial      | Recorde mundial (World record)               |                       | Recorde africano                      | Recorde africano (African) |                                           | Q | Classificado por posição (Qualified) |
| Recorde olímpico     | Recorde olímpico (Olympic record)            | Recorde da América    | Recorde da América (Americas)         | q                          | Classificado por melhor tempo (Qualified) |   |                                      |
| Melhor marca do ano  | Melhor marca do ano (World leading)          | Recorde asiático      | Recorde asiático (Asian)              | DNS                        | Não largou (Did not start)                |   |                                      |
| Recorde nacional     | Recorde nacional (National record)           | Recorde europeu       | Recorde europeu (European)            | DNF                        | Não terminou (Did not finish)             |   |                                      |
| Recorde pessoal      | Recorde pessoal do atleta (Personal best)    | Recorde da Oceania    | Recorde da Oceania (Oceania)          | DSQ / DQ                   | Desclassificado (Disqualified)            |   |                                      |
| Recorde da temporada | Recorde da temporada do atleta (Season best) | Recorde sul-americano | Recorde sul-americano (South America) | NM                         | Sem marca (No mark)                       |   |                                      |